# Mistrzostwa Europy w Wioślarstwie 1932
33. Mistrzostwa Europy w Wioślarstwie odbyły się w dniach 2–4 września 1932 r. w jugosłowiańskim Belgradzie. Zawodnicy rywalizowali w 7 konkurencjach wioślarskich na przepływającej przez miasto rzece Sawie. 

## Medaliści
| Konkurencja                 | Złoto | Srebro | Brąz | Źródło |
| --------------------------- | --- | --- | --- | ------ |
| M1x (jedynka)               | Enrico Mariani | Vincent Saurin | Jiří Zavřel | [ 2 ]  |
| M2x (dwójka podwójna)       | Węgry Pál Bóday · István Kauser | Włochy Livio Curto · Ettore Broschi | Polska Roger Verey · Jerzy Ustupski | [ 3 ]  |
| M2- (dwójka bez sternika)   | Szwajcaria Max Pfeiffer · Hans Appenzeller | Włochy Rino Galeazzi · Vittorio Lucchini | Belgia Frans Thissen · León Vergeele | [ 4 ]  |
| M2+ (dwójka ze sternikiem)  | Holandia W.S. Schmoutziguer · W.A.P. Storm van's Gravensande · C.L. van Woelderen (sternik)                                                                           | Włochy Gustavo Sorge · Angelo Sorge · Livio Armando (sternik)                                                                                                | Polska Henryk Grabowski · Wiktor Szelągowski · Henryk Kawalec (sternik)                                                                                          | [ 5 ]  |
| M4- (czwórka bez sternika)  | Węgry László Bartók · Károly Gyurkóczy · László Szabó · Zoltán Török                                                                                                  | Włochy Mario Leofler · Giulio Berteletti · Giuseppe Livorno · Giovanni Monteggia                                                                             | Jugosławia Petar Kukoč · Jakov Tironi · Luka Marasović · Bruno Marasović                                                                                         | [ 6 ]  |
| M4+ (czwórka ze sternikiem) | Włochy Valerio Perentin · Francesco Chicco · Nicolò Vittori · Giovanni Delise · Renato Petronio (sternik)                                                             | Dania Aage Hansen · Christian Olsen · Walther Christiansen · Richard Olsen · Poul Richardt (sternik)                                                         | Czechosłowacja Václav Barcal · Rudolf Bezděka · Karel Kučera · Josef Straka · Zdeněk Eisner (sternik)                                                            | [ 7 ]  |
| M8+ (ósemka)                | Jugosławia Vjekoslav Rafaeli · Ivo Fabris · Elko Mrduljaš · Juraj Mrduljaš · Petar Kukoć · Jakov Tironi · Luka Marasović · Bruno Marasović · Miro Kraljević (sternik) | Węgry Gusztav Götz · Tibor Machan · Elek Ivacskovics · Kalman Saghy · Alajos Szilassy · Lajos Lafranco · Rezsö Valy · Árpád Kauser · László Molnár (sternik) | Czechosłowacja Jiří Žába · Karel Schuster · Antonín Burda · Karel Novák · Karel Zázvorka · František Vrba · Vladimir Knop · Václav Černý · Josef Jabor (sternik) | [ 8 ]  |

## Klasyfikacja medalowa
| Miejsce | Reprezentacja  | Złoto | Srebro | Brąz | Razem |
| ------- | -------------- | ----- | ------ | ---- | ----- |
| 1.      | Włochy         | 2     | 4      | 0    | 6     |
| 2.      | Węgry          | 2     | 1      | 0    | 3     |
| 3.      | Jugosławia     | 1     | 0      | 1    | 2     |
| 4.      | Holandia       | 1     | 0      | 0    | 1     |
| 4.      | Szwajcaria     | 1     | 0      | 0    | 1     |
| 6.      | Dania          | 0     | 1      | 0    | 1     |
| 6.      | Francja        | 0     | 1      | 0    | 1     |
| 8.      | Czechosłowacja | 0     | 0      | 3    | 3     |
| 9.      | Polska         | 0     | 0      | 2    | 2     |
| 10.     | Belgia         | 0     | 0      | 1    | 1     |
| Razem   | Razem          | 7     | 7      | 7    | 21    |